# Végre péntek
A Végre péntek (eredeti címe: Friday) egy 1995-ben bemutatott amerikai vígjáték, amelyet F. Gary Gray rendezett. A produkció főszerepében Ice Cube, Chris Tucker és Nia Long. A Végre péntek a Péntek-trilógia első része. Folytatását 2000-ben mutatták be Péntek esti gáz címmel. 
A film premierjét 1995. április 26-án vetítették az Egyesült Államokban. A magyar bemutató dátumáról nincs elérhető információ.

## Cselekmény
Craig Jones Los Angeles déli részén él szüleivel, és húgával. Craiget nemrég elbocsátották az állásából, mert azzal vádolták, hogy konzervdobozokat lopott. Munkanélküliként szabadidejét legjobb barátjával, Smokey-val, tölti a házuk előtt. Smokey egy pitiáner drogkereskedő, akivel elszívnak egy közvetített marihuánaszállítmányt. Mikor a címzett, Big Worm, megpróbálja sikertelenül begyűjteni a drogot, megfenyegeti a két férfit, hogy aznap estére szedjenek össze 200 dollárt, vagy meghalnak.
Craig több embertől is próbál pénzt kérni, köztük féltékeny barátnőjétől, Joitól. Ezalatt Deebo terrorizálja a lakosokat, és meglopja őket. Deebo ráveszi Smokey-t, hogy betörjenek az egyik szomszéd házába, és megszerzik a 200 dollárt, amit Deebo megtart magának. Smokey megpróbálja visszaszerezni a pénzt Deebótól, amikor barátnőjénél, Felishánál alszik, de megzavarják. Deebo azt hiszi, hogy Felisha akarta meglopni, ezért megveri a lányt.
Craig és Smokey autós lövöldözéstől tartva elbújnak Craig szobájában. Mivel nem sikerült megtéríteni a pénzt, Big Worm emberei követik a két férfit, és lövöldözésbe kezdenek. A zajra kijönnek a szomszédok, és Felisha húga, Debbie kérdőre vonja Deebót, amiért megverte Felishát. Amikor Craig és Smokey megérkezik, Deebo dühösen megüti Debbie-t, és a földre dönti, Craig pedig megvédi a lányt. A legyőzött Deebótól Smokey visszalopja a 200 dollárt, a helyiek pedig szintén élve a lehetőséggel visszaszerzik ellopott holmijaikat Deebótól.
Craig szakít barátnőjével, hogy Debbie-vel lehessen, majd apja értesíti, hogy a voltfőnöke felhívta, hogy holnap látni akarja. Smokey rendezi az adósságát Big Wormnál, és közli vele, hogy nem fog többé drogot árulni, és rehabilitációra készül. Smokey ezután rágyújt egy jointra, majd a film végén a kamerába néz, és azt mondja: "Csak hülyéskedtem! És ezt te is tudod, ember!"

## Szereplők
| Szerep      | Színész             | Magyar hangja      |
| ----------- | ------------------- | ------------------ |
| Craig Jones | Ice Cube            | Gesztesi Károly    |
| Smokey      | Chris Tucker        | Szokol Péter       |
| Debbie      | Nia Long            | Kisfalvi Krisztina |
| Deebo       | Tommy Lister        | Hankó Attila       |
| Mr Jones    | John Witherspoon    | Beregi Péter       |
| Mrs Jones   | Anna Maria Horsford | Andresz Kati       |
| Dana Jones  | Regina King         | Madarász Éva       |
| Joi         | Paula Jai Parker    | Dudás Eszter       |
| Kukac       | Faizon Love         | Sztarenki Pál      |
| Red         | DJ Pooh             | Bognár Zsolt       |
| Felisha     | Angela Means        | Czifra Krisztina   |
| Joann       | Vickilyn Reynolds   | Némedi Mari        |
| Stanley     | Ronn Riser          | n.a                |
| Mrs Parker  | Kathleen Bradley    | Mics Ildikó        |
| Mr Parker   | Tony Cox            | n.a                |
| Ezal        | Anthony Johnson     | Lippai László      |
| Hector      | Demetrius Navarro   | n.a                |
| Lil Chris   | Jason Bose Smith    | n.a                |
| Clever atya | Bernie Mac          | Németh Gábor       |
| kölyök      | Justin Revoner      | n.a                |
| kölyök      | Meagan Good         | n.a                |

## Fogadtatás
A film általában jó értékelést kapott. A Rotten Tomatoeson 76%-os minősítést ért el 29 vélemény alapján, az összefoglaló szerint: „A Végre péntekből talán hiányzik a feszes szerkezet vagy a rendezői érzék, de azt bőven pótolja a vibráló (bár következetesen durva) humorral és a főszereplők bájos, energikus alakításaival.” Michael Rechtshaffen a Hollywood Reportertől azt írta: „Bár a karaktervezérelt forgatókönyv gyengéje a WC-humor (Mel Brooks büszke lenne rá), a lakosokat felruháznak némi szórakoztató furcsasággal és tikkel, amíg a cselekmény fejlődése egy kicsit vékony.” Gene Siskel a Chicago Tribune-től azt írta: „Tudtam, hogy a film bajban van, amikor az első jelenetben egy idős hölgy trágárkodott.” Lisa Schwarzbaum az Entertainment Weekly-től azt írta: „A Végre pénteknek van energiája és pimaszsága, és van mersze azt sugallni, hogy a tragédia és a komédia közötti határvonal a néző véreres szemében húzódik.”
A MetaCritic 54 pontot adott a 100-ból 9 értékelés alapján. Caryn James a New York Timestól azt írta: „A Végre péntek megérintheti a fiatal célközönséget. Mindenki más számára inkább társadalmi problémaként, mint filmként érdekes.” Joey O'Brian az Austin Chronicle-től azt írta: „A Végre péntek üdítően könnyed pillantást vet a belvárosi élet mindennapjaira, de a forgatókönyv és a rendezés terén akad néhány probléma, de ettől függetlenül jól szórakoztat, elsősorban a tehetséges színészek könnyed stílusának köszönhetően.”
A Box Office Mojo szerint a film masszívan nyereséges volt. A 3,5 millió dolláros költségvetésre, 27,4 millió, a bevételek közel nyolcszorosa érkezett be.